# Lappljung
Lappljung (Phyllodoce caerulea) art i familjen ljungväxter med cirkumboreal utbredning. Lappljungen finns i nästan hela Norge, i Sverige ner till Dalarnas fjälltrakter och i Finlands nordligaste del; den anträffas ungefär från barrskogsgränsen till ett stycke upp i det trädlösa området och växer på torra lokaler.
Bland ljungväxterna är den fjällvärldens den allmännaste, största och vackraste. Ljungväxterna är genom sin byggnad väl avpassade för fjällvärldens naturförhållanden. Den torra och hårda konsistensen hos både blad och grenar, den ofta barrlika bladformen, det ofta nedliggande, vare sig tuv- eller mattbildande växesättet m.m. motsvarar påkänningarna från de skarpa temperaturväxlingarna, den rörliga atmosfären, den starka belysningen och den därigenom stegrade avdunstningen samt den ojämna vattentillgången på fjällens klippavsatser och hedlika högslätter. Särskilt under övervintringen har dessa små vedväxter att fresta en hård och bister kamp för tillvaron.
Hos lappljung och är ståndarna 10 och av vanlig form utan hornutskott och utan tuber för pollenets utspridande, men de öppnar sig dock även här med hål i spetsen. Blommorna har klart violblå krona och lutar mer eller mindre; fröhusen däremot resas lodrätt upp och öppnar sig från spetsen mot basen. Fröna är stoftfina liksom hos flera andra ljungväxter och sprids lätt med vinden.

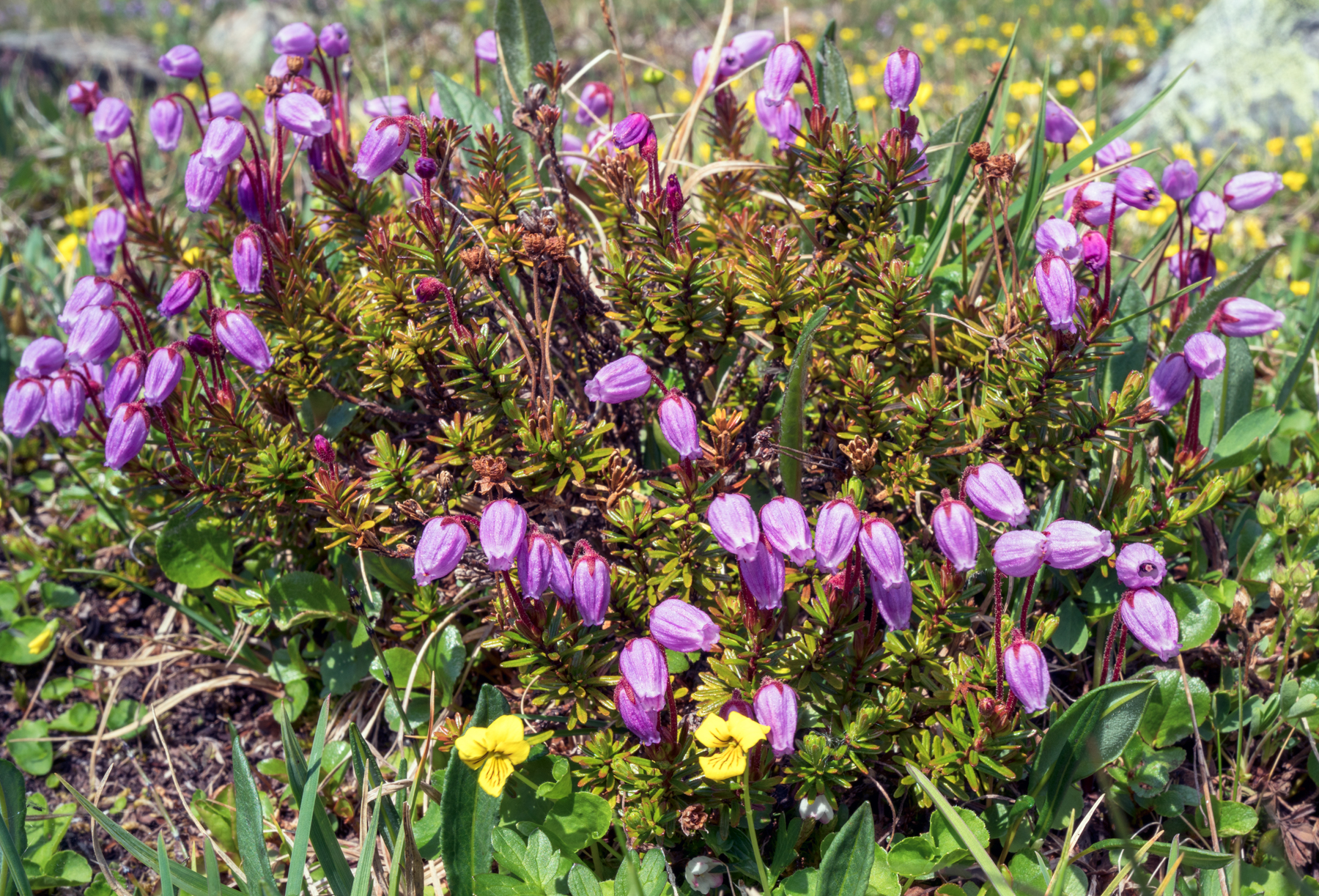
Lappljung på fjällhed i Padjelanta nationalpark.